# Трюк (фильм)
«Трюк» (англ. Trick) — американский романтический фильм 1999 года, режиссёра Джима Фолла. В 1999 году на Берлинском международном кинофестивале получил кинопремию «Тедди», как лучший фильм, затрагивающий проблемы сексуальных меньшинств.

## Сюжет
Габриэль — молодой парень, который живёт в Нью-Йорке. В свободное время он пишет тексты песен и музыку к ним. У него есть подруга Кэтрин — начинающая актриса, с которой он знаком ещё со школы. По характеру Габриэль очень стеснительный, но вечером решается сходить в клуб для геев, хотя обычно такие заведения не посещает. В баре он обращает внимание на одного Go-Go танцора, который ему очень понравился. Направляясь домой, в вагоне метро, он встречает того самого танцора из бара. На выходе из вагона тот следует за Габриэлем, они знакомятся, танцора зовут Марк и он предложил пойти именно к Габриэлю домой, так как Марк живёт со старушкой, которая не любит, когда Марк водит мужчин домой.
Придя домой они неожиданно встречают Катрин, которая распечатывает на принтере своё резюме. Во время ожидания Габриэль рассказывает, что пишет мюзиклы. Кэтрин исполняет одну из песен и Габриэль ей аккомпанирует.

Кэтрин, Марк и Гэбриэль

Когда в принтере заканчивается бумага он настоятельно просит Кэтрин уйти. После её ухода Марк раздевается, но Гэбриэл не может расслабиться и пытается снять скованность, играя на пианино свои сочинения. Им сначала мешает собака Гэбриэла, а затем раньше времени приходит его сосед с очередной подружкой на одну ночь. Они не могут поделить квартиру, и разыгрываю, кому оставаться на ночь на жетоне метро, за отсутствием монеты. Габриэль проигрывает и вместе с Марком уходит на улицу.
Габриэль решает пойти в джаз клуб, где в это время находится его друг — Перри, который тоже пишет музыку. Габриэль просит Перри дать ему квартиру на одну ночь, чтобы провести её вместе с Марком. Перри согласился, но дороге к нему домой, они встретили бывшего партнёра Перри, с которым они накануне расстались. Чтобы заставить его ревновать, он целуется с Марком, представляя его своим новым партнёром. После этого, Перри и его бывший партнёр мирятся и идут на квартиру Перри.
В итоге парни не попали на квартиру Перри, поэтому Марк предложил Габриэлю пойти в гей-бар. Там они танцуют и Гэбриэл чувствует себя более свободно. В туалете к Габриэлю подходит трансвестит Мисс Коко Перу, которая рассказывает, что два года назад точно также познакомилась с Марком в метро и после многообещающего романтического начала он бросил её и ушёл, оставив чужой номер телефона. Выйдя из туалета, он видит, что Марка целует какой-то парень, после чего Габриэль уходит домой. За ним следует Марк. Придя к Габриэлю домой, они начинают выяснять свои отношения, в чём им помогает новая девушка Ричи, которая мечтает стать сексопатологом.
Марк сказал, что во время их встречи с Мисс Коко его снимала скрытая камера. Поняв это, он оставил чужой номер телефона, чтобы Мисс Коко больше не смогла связаться с Марком. После этого он сразу ушёл. Габриэль сказал, что Мисс Коко ничего ему не рассказывала про скрытую камеру. Но Марк ушёл, думая, что Габриэлю нужен только секс. Хотя Марк думал, что Габриэль не такой, как все предыдущие парни Марка.
Габриэль догоняет Марка, отдаёт потерянные ключи и предлагает перекусить. В небольшом кафе собираются Гэбриэль, Марк, Кэтрин и её друзья. Там они мирятся, но при этом Габриэль ссорится с Кэтрин, по причине того, что она имеет проблемы в отношениях и лесбиянка, но отрицает это, хотя затем они также быстро мирятся окончательно.
Марк и Габриэль вместе шли по улице, наступило утро, они прощаются, так и не переспав, на что изначально рассчитывали. Марк признаётся, что та самая старушка, которая не любит, когда Марк водит к себе мужчин, это его мама. Марк даёт Габриэлю якобы свой номер телефона, они целуются на прощание. Но после этого Габриэль подходит к первому попавшемуся телефонному автомату и звонит по этому номеру, чтобы проверить, действительно ли это номер телефона Марка. Габриэлю отвечает автоответчик с голосом Марка. Поняв, что Марк дал ему настоящий номер телефона и что Марк испытывает к Габриэлю настоящие чувства, он счастливый возвращается к себе домой.

## В ролях
- Кристиан Кэмпбелл — Габриэль
- Джон Пол Питок — Марк
- Тори Спеллинг — Кэтрин
- Брэд Бейер — Рич (сосед Гэбриэла)
- Лэйси Кол — Женевьева (подружка Ричи)
- Стив Хэйес — Перри (друг Гэбриэла)

## Награды и номинации
| Год  | Результат  | Награда                             | Фестиваль                                     | Категория                                                               |
| ---- | ---------- | ----------------------------------- | --------------------------------------------- | ----------------------------------------------------------------------- |
| 1999 | Победитель | Приз читателей журнала «Зигесзойле» | Берлинский международный кинофестиваль, Тедди |                                                                         |
| 1999 | Победитель | Special Programming Committee Award | Outfest                                       | Выдающийся новый талант (Джим Фолл)                                     |
| 1999 | Номинация  | Приз большого жюри                  | Кинофестиваль «Сандэнс»                       | Dramatic                                                                |
| 2000 | Номинация  | Золотой спутник                     | Спутник                                       | Лучшая женская роль второго плана в комедии или мюзикле — Тори Спеллинг |

## Саундтрек
1. «Dream Weaver» Erin Hamilton (Gary Wright)
2. «Unspeakable Joy» Kim English (Kim English; Maurice Joshua)
3. «Brand New Lover» Bibiche (Alfred Hochstrasser; J. Parzen; Michael Momm)
4. «I Am Woman (Razor N' Guido Mix)» Jessica Williams (Helen Reddy; Ray Burton)
5. «Someone to Hold» Veronica (Harvey L. Frierson, Jr.; Veronica)
6. «Drama» Kim Cooper (Peter Rauhofer)
7. «Maybe (Love’ll Make Sense to Me)» Jeff Krassner (Jeff Krassner; S. Faber)
8. «Enter You» Тори Спеллинг (Jason Schafer)
9. «Como Te Gusta Mi Pinga» Steve Hayes (A. Chapman)
10. «I Am Woman* (Dance Mix)» Jessica Williams (Helen Reddy; Ray Burton)
11. «Trick of Fate/Enter You (Finale) [Instrumental]» Soundtrack (Jason Schafer)
12. «Trick of Fate» Valerie Pinkston (David Friedman)